# Horní Domaslavice
Obec Horní Domaslavice (polsky Domasłowice Górne, německy Ober Domaslowitz) leží v okrese Frýdek-Místek na historickém území Těšínského Slezska. Má přibližně 1 100 obyvatel a katastrální území obce má rozlohu 505 ha.
Ve vzdálenosti 8 km západně leží město Frýdek-Místek, 10 km severně statutární město Havířov, 12 km severovýchodně město Český Těšín a 13 km severozápadně město Vratimov.

## Historie
Obec Domaslavice byla založena v druhé polovině 13. století slovanským rodem Domaslaviců, kteří dali tomuto místu rovněž své jméno. V písemných pramenech se zmínka o nich vyskytuje poprvé roku 1305. Samostatnou politickou obcí se staly Horní Domaslavice v r. 1864.

## Obyvatelstvo

Věková struktura obyvatel obce Horní Domaslavice roku 2011

## Církve a náboženské společnosti v obci

### Katolická církev
V obci je samostatná farnost, náležející k frýdeckému děkanátu. Spravuje barokní farní kostel sv. Jakuba Staršího z let 1739 až 1745, přestavěný koncem 19. století, a původně zámeckou kapli sv. Anny ze druhé poloviny 18. století, rekonstruovánou v roce 1993. Z farářů, kteří v Domaslavicích působili, se do regionální historie významně zapsal český vlastenec Jan Ježíšek, působící ve farnosti v letech 1887–1897. Významným teologem a církevním právníkem byl farář Vladimír Poláček.

### Jiné církve
Evangelíci patří buď ke sboru ČCE v Českém Těšíně nebo ke sboru SCEAV v Třanovicích.

## Pamětihodnosti
- kostel sv. Jakuba Staršího
- kaple sv. Anny (původně zámecká kaple)
- sloup se sochou P. Marie a sloup se sochou sv. Floriána stojí v zahradě fary
- socha sv. Jana Nepomuckého se nachází při silnici k přehradě

## Přírodní zajímavosti
- Tzv. Mořské oko (zatopený lom)